# Пуоланка
Пуоланка (фин. Puolanka, швед. Puolango) — община в Финляндии, в провинции Кайнуу. Население составляет 2998 человек (на 31 января 2012 года); площадь — 2598,75 км², из них 137,3 км² занимают водные объекты. Плотность населения — 1,22 чел/км². Официальный язык — финский (родной для 99,3 % населения).
В 16 км от центра общины расположен самый высокий водопад Финляндии — Хепокёнгяс (высота падения — 24 м).
В 2010-х в общине основано Общество пессимистов, а на въезде установлен билборд с надписью: «Впереди Пуоланка. Ещё успеете повернуть назад».

## Населённые пункты
Деревни общины включают: Айттокюля, Асканкюля, Аухо, Йоуклкюля, Киваринярви, Котила, Конгасмяки, Лейпиваара, Люлюкюля, Наулаперя, Пуокио, Пуоланка, Расинкюля, Суолиярви, Вихаярви, Вяюрюля, Юли-Отерма, Тёрмянмяки.

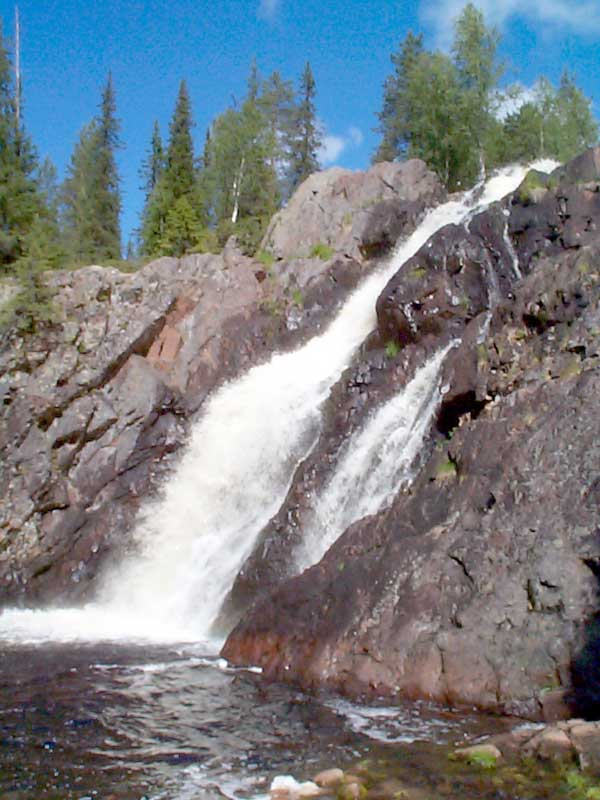
Водопад Хепокёнгяс